# Wilson Arch
Koordinaten: 38° 16′ 31″ N, 109° 22′ 16″ W

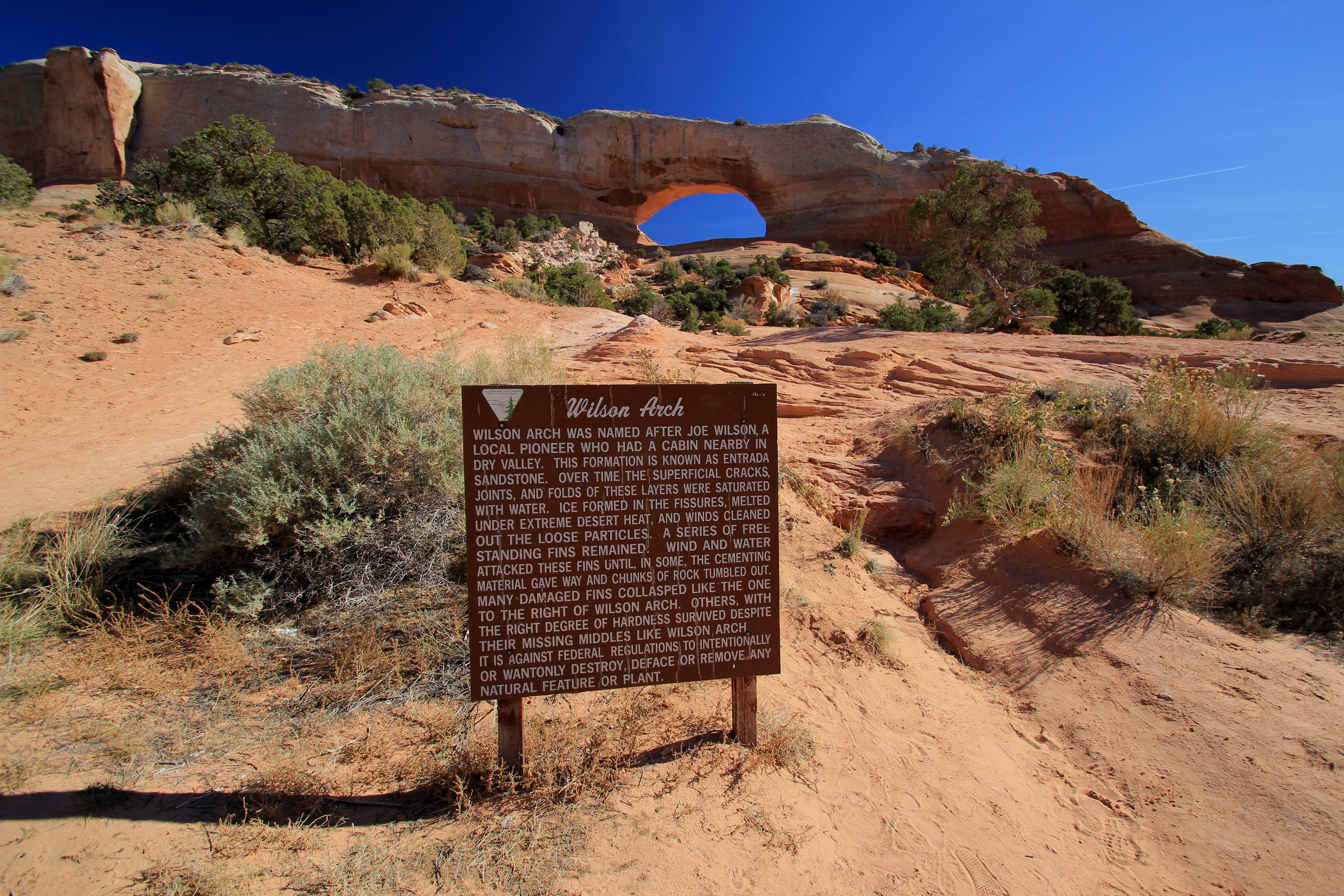
Der Wilson Arch an der US Route 191

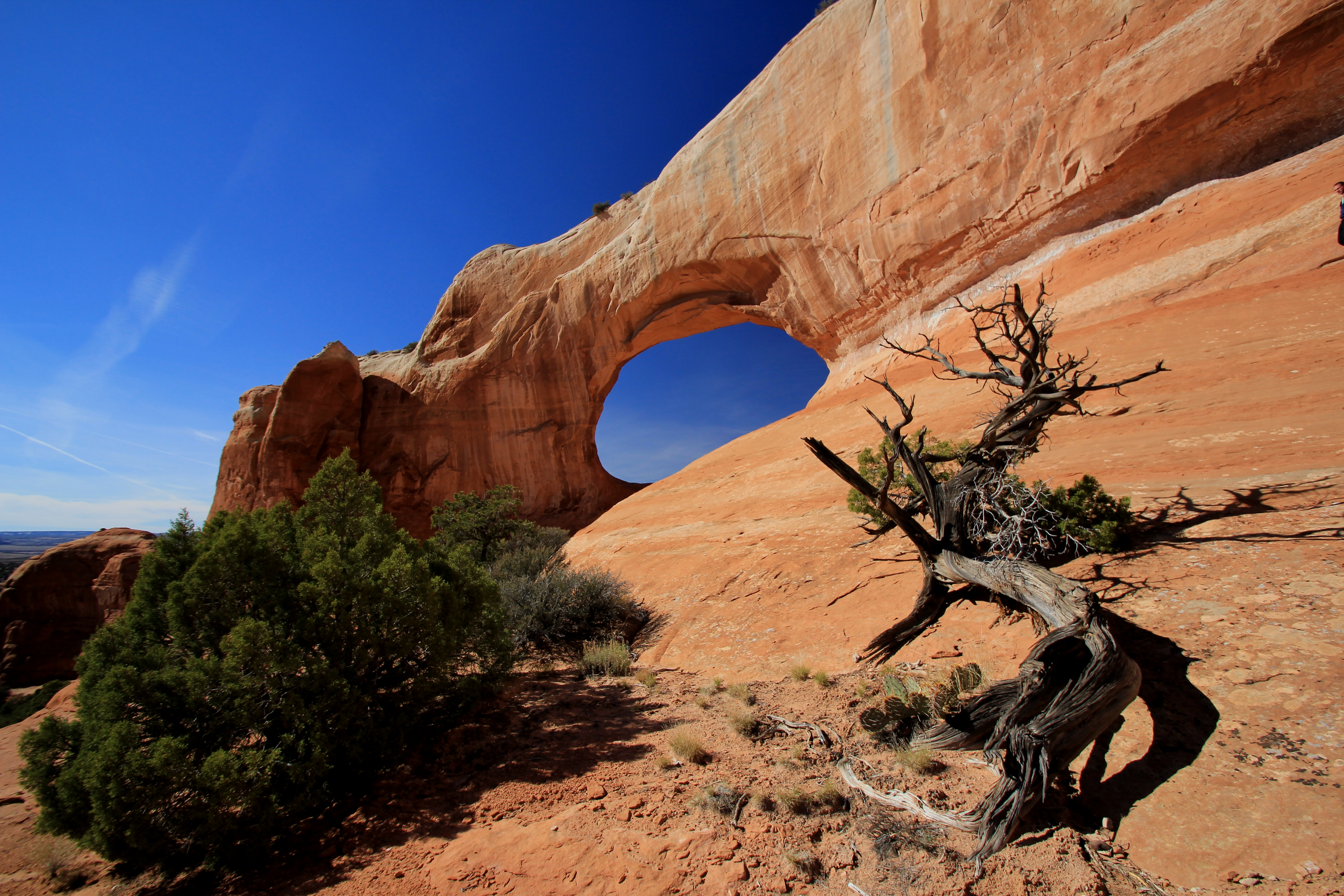
Der Wilson Arch aus östlicher Richtung

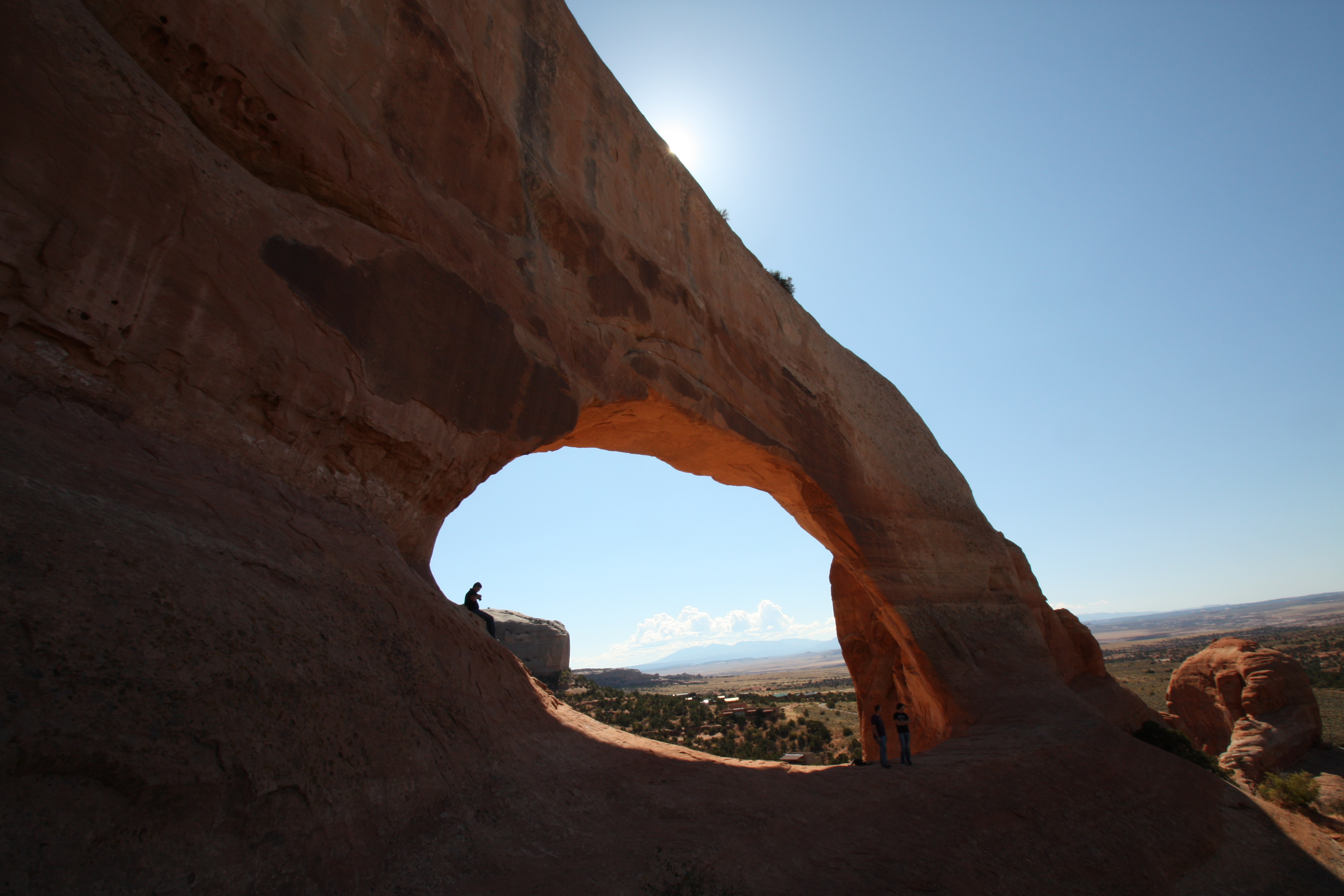
Blick durch den Wilson Arch in Richtung Colorado, im Hintergrund die Berge im San Juan National Forest

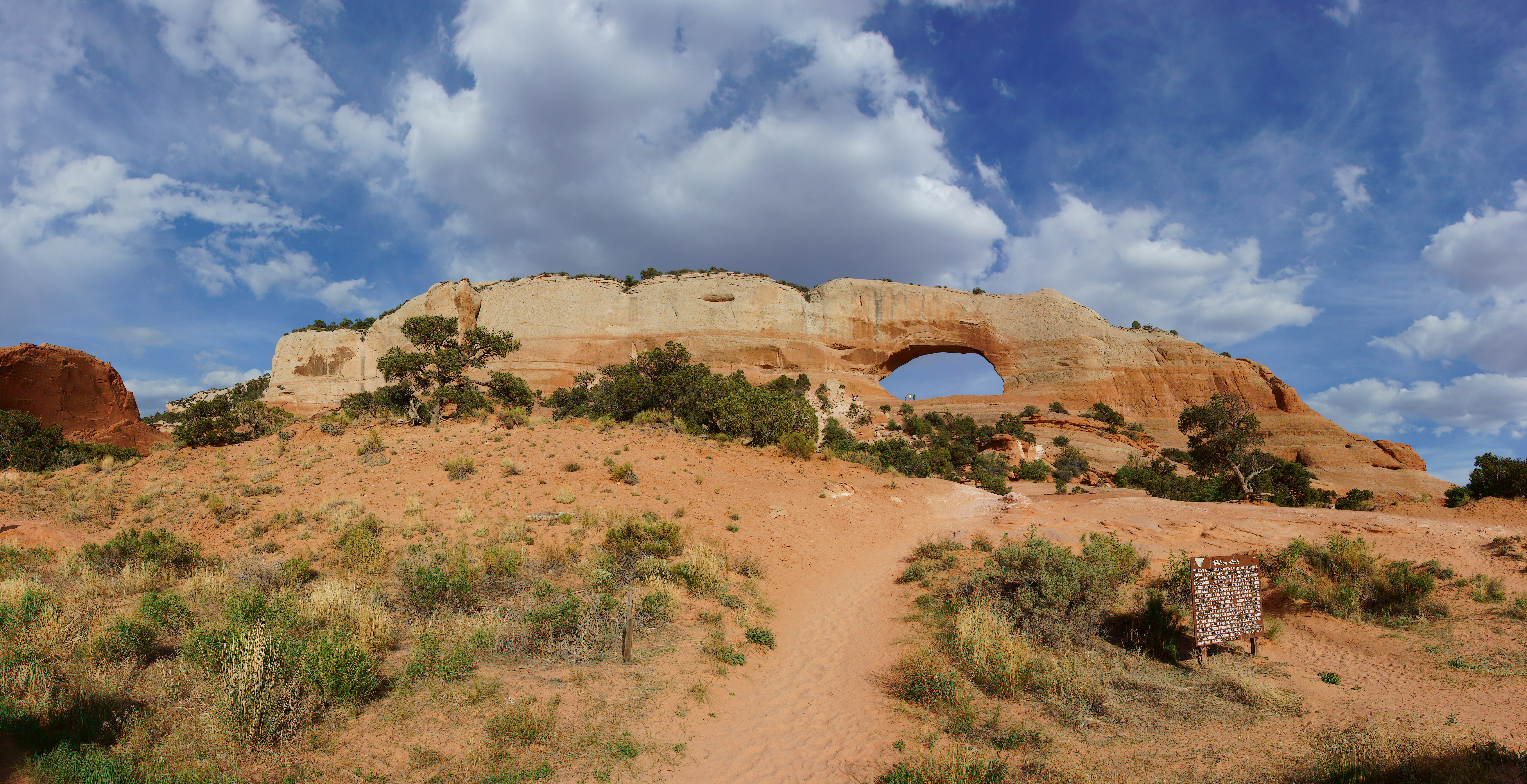
Der Wilson Arch an der US Route 191

Der Wilson Arch ist ein natürlich entstandener Sandsteinbogen, der an der US Route 191 gelegen ist und etwa 35 km außerhalb von Moab zu finden ist. Seine Spannweite beträgt rund 28 m, seine Höhe etwa 14 m. Gut sichtbar neben der Straße erhebt er sich auf einem Felsvorsprung in die Landschaft.
Der Wilson Arch trägt den Namen von Joe Wilson, einem lokalen Pionier, der im nahegelegenen Dry Valley eine Hütte hatte. Die Formation besteht aus sogenanntem Entrada-Sandstein. Die Entstehung von Steinbögen ist typisch für diese Region. Einige der entstandenen Bögen stürzten in sich zusammen, so auch der Bogen auf der rechten Seite des Wilson Arch. Andere, wie der Wilson Arch selbst, wesentlich härtere Bögen blieben trotz der fehlenden Mitte stehen.

## Schutzgebiete in der Umgebung
- Arches-Nationalpark
- Canyonlands-Nationalpark
- Dead Horse Point State Park